# Hellufell
Hellufell är ett berg i republiken Island. Det ligger i regionen Norðurland vestra, 180 km nordost om huvudstaden Reykjavík. Toppen på Hellufell är 915 meter över havet.
Trakten runt Hellufell är nära nog obefolkad, med mindre än två invånare per kvadratkilometer. Närmaste större samhälle är Varmahlíð, nära Hellufell. Trakten runt Hellufell består i huvudsak av gräsmarker.